# Francesco Saverio Cavallari
Francesco Saverio Cavallari, conosciuto in Messico come Javier Cavallari (Palermo, 2 marzo 1810 – Palermo, 1º ottobre 1896), è stato un architetto, incisore, archeologo e professore italiano.

## Biografia

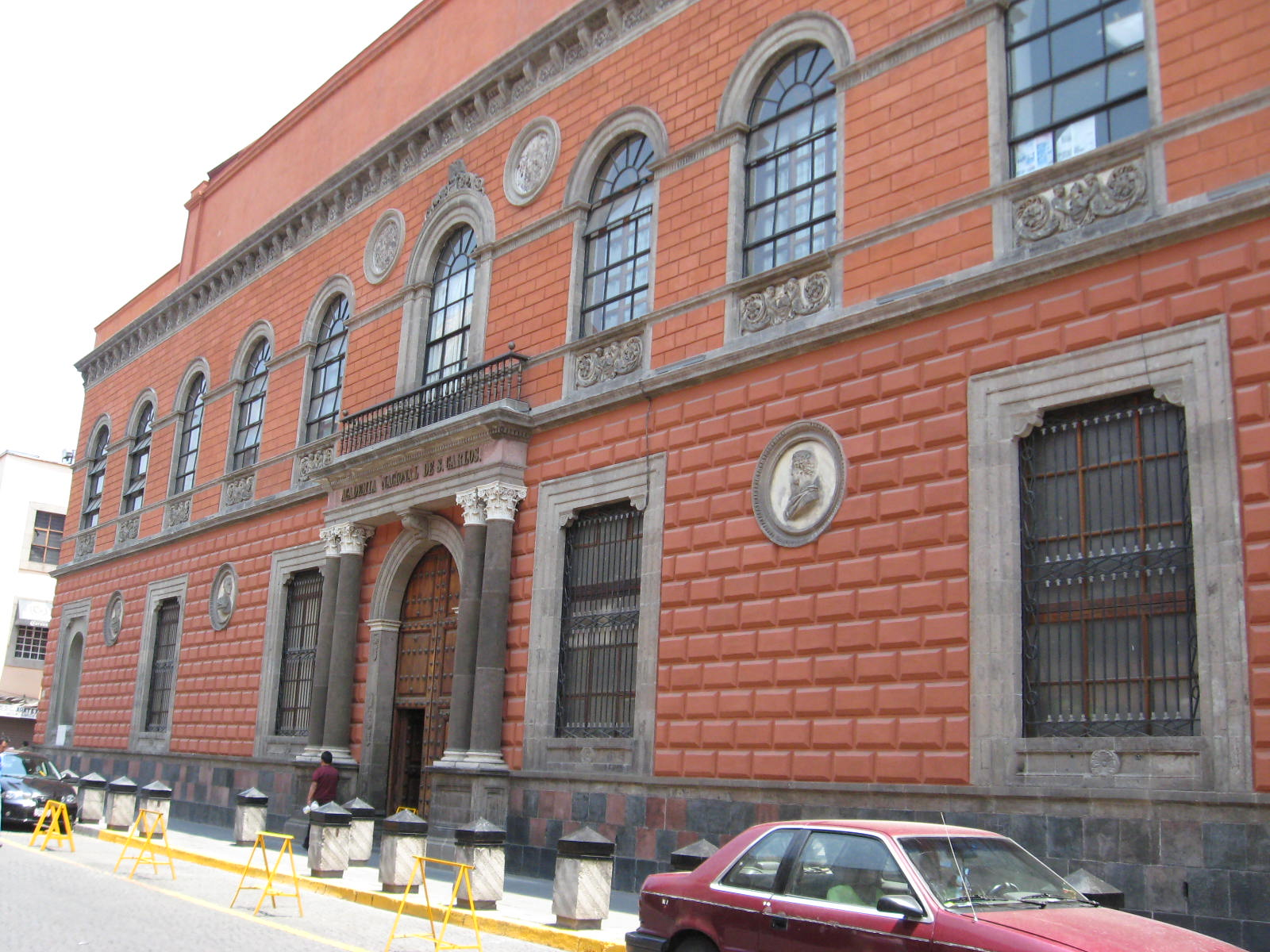
Faccaita principale dell'Accademia Nazionale di Belle Arti di San Carlos, Città del Messico

Figlio dell'architetto Cristoforo Cavallari e di Giuseppa Pirrone nel 1828 sposa Brigida Stassi. Dal 1827 collaborò con il Duca di Serradifalco per eseguire delle esplorazioni archeologiche in Sicilia. Per oltre dieci anni esegue rilievi ed incisioni che saranno pubblicati nei volumi Le Antichità della Sicilia e Del Duomo di Monreale e di altre chiese siculo-normanne.
Nel 1840 collabora con il geologo tedesco Wolfgang Sartorius von Waltershausen per effettuare i rilievi della Carta topografica e geologica dell’Etna, e nel 1843 si trasferisce a Gottinga per completare la stesura del volume. Per Waltershausen progetta e realizza la villa di Gottinga.
Attivo a Città del Messico dal 1857 al 1864 ha insegnato architettura all'Accademia Nazionale di Belle Arti di San Carlos (in questo periodo realizza diverse opere come per esempio l'arco d'ingresso del Parco Lira a Tacubaya e la facciata della stessa accademia). 
Nel 1864 ritorna definitivamente in Sicilia, nominato direttore della Commissione di Antichità e Belle Arti di Sicilia da Michele Amari,  esplorò diversi siti archeologici come Selinunte, Agrigento, Siracusa, Camarina; collaborò con Adolf Holm alla realizzazione della planimetria di Siracusa ed alla edizione del volume Topografia archeologica di Siracusa (1883). Diresse il museo archeologico di Siracusa dichiarato Museo Nazionale nel 1878 e gli scavi della Sicilia orientale, fra cui quelli di Megara Hyblaea. Fu prima coadiuvato e poi sostituito dal 1891 alla guida del Museo e di quella che dal 1907 sarà la Soprintendenza da Paolo Orsi. Fu il Cavallari a scavare il ginnasio romano di Siracusa (1864) e a rinvenire il Sarcofago di Adelfia presso le catacombe di San Giovanni (1872).

La sua carriera fu macchiata dal controverso episodio relativo ai cosiddetti "Pupazzi di Mastressa", che portò all'acquisto di reperti falsi da parte di importanti musei, in seguito ad una sua valutazione errata.

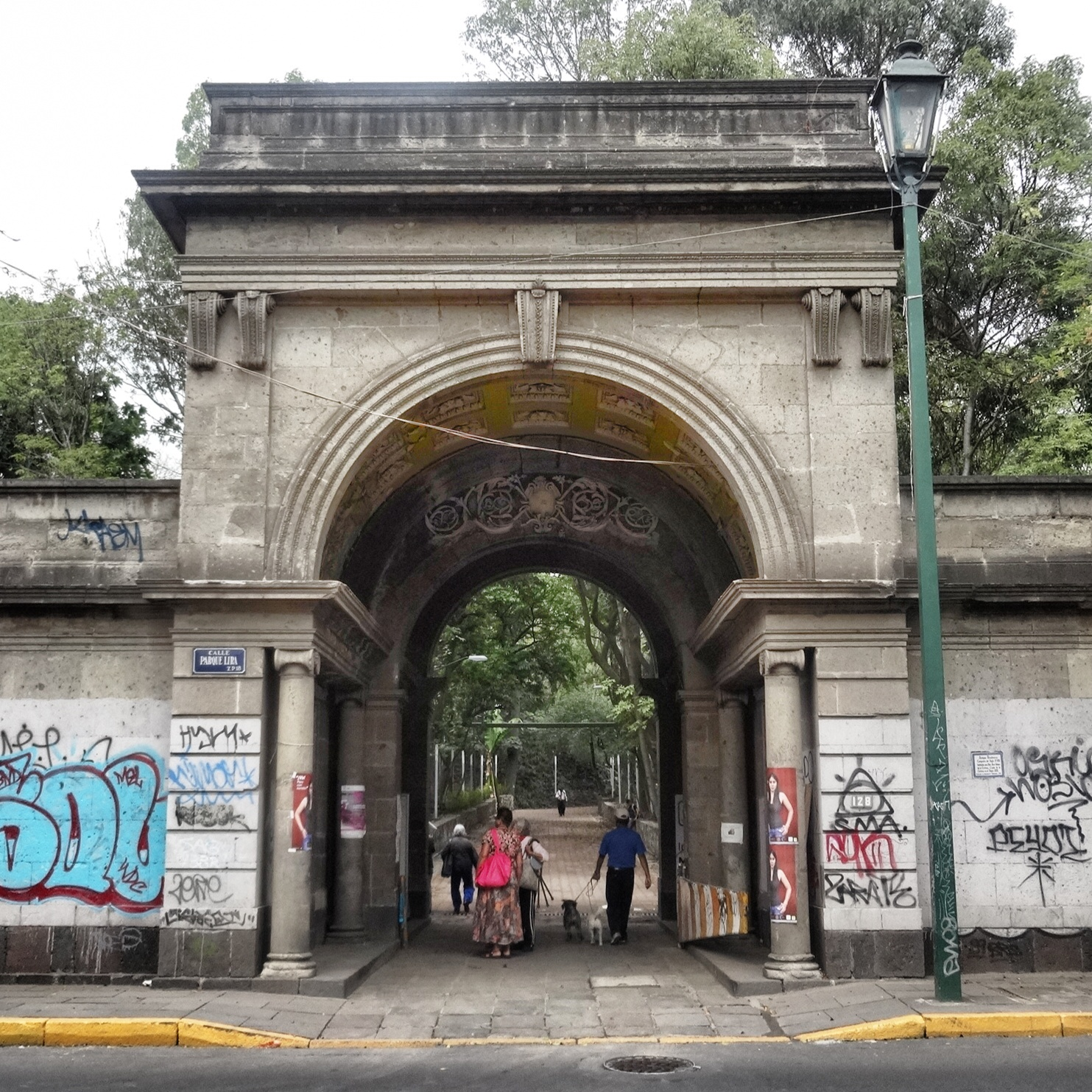
Tacubaya, Parco Lira, Arco d'ingresso.

## Opere
- Domenico Lo Faso Pietrasanta duca di Serradifalco, Le antichità della Sicilia (1834-1842) incisioni.
- Domenico Lo Faso Pietrasanta duca di Serradifalco, Del Duomo di Monreale e di altre chiese siculo normanne (1838) incisioni.
- Wolfgang Sartorius von Waltershausen, Carta topografica dell'Etna (1843 ca.) incisioni.
- Francesco Saverio Cavallari,  Zur topographie von Syrakus (1845).
- Francesco Saverio Cavallari, Zur historischen Entwicklung der Künste nach der Theilung des römischen Reichs (1847).
- Wolfgang Sartorius von Waltershausen, Atlas des Aetna (1853) incisioni.
- Francesco Saverio Cavallari, Lezioni sull'architettura (1854).
- Francesco Saverio Cavallari, Ritratti messicani (1865).
- Francesco Saverio Cavallari, Sul sarcofago ritrovato nelle catacombe di Siracusa nel giugno 1872 (1872)
- Francesco Saverio Cavallari, Le ferrovie in Sicilia (1876).
- Francesco Saverio Cavallari, Le città e le opere di escavazione in Sicilia anteriori ai greci (1877).
- Francesco Saverio Cavallari, Sulla topografia di talune città greche di Sicilia e dei loro monumenti (1879).
- Francesco Saverio Cavallari, Scavi di Selinunte: eseguiti nell'anno 1882 (1882).
- Francesco Saverio Cavallari, Cristoforo Cavallari,  Atlante della topografia archeologica di Siracusa (1883).
- Francesco Saverio Cavallari, Adolfo Holm, Cristoforo Cavallari, Topografia archeologica di Siracusa (1883).
- Francesco Saverio Cavallari, Su alcuni vasi orientali con figure umane rinvenuti in Siracusa e Megara-Iblea: memoria letta il 28 marzo 1886 alla R. Accademia palermitana di scienze, lettere e belle arti (1887).
- Francesco Saverio Cavallari, Paolo Orsi, Megara Hyblaea: storia, topografia, necropoli e anathemata (1892).